# 桂就宣
桂 就宣（かつら なりのぶ）は、戦国時代から安土桃山時代にかけての武将。毛利氏の家臣で、五奉行の一人。祖父は桂元澄で、父は桂元親。大叔父（祖父・元澄の弟）・桂元忠の養子となる。

## 生涯
生年は不明だが、毛利氏家臣の桂元親の長男として生まれる。
五奉行の一人を務める大叔父・桂元忠に嗣子がいなかったため、その養子となり、五奉行の職を継承した。
永禄8年（1565年）2月16日、毛利輝元の元服式が執り行われ、加冠役を幕臣の細川隆是、理髪役を桂元澄、烏帽子役を坂広昌（坂元貞）、櫛箱役を粟屋元真、鬢盥役を国司元武が務めた。式の後で祝賀の盃があり、輝元が受けた三献の盃における初献の酌を就宣が務めた。この時の初献の酌については、細川隆是の指導により毛利氏の一門が務めることになったが、桂元澄は老齢のため、坂広昌は病身のためという理由で辞退したため、急遽就宣が務めることになった。しかし、就宣は烏帽子や素襖を持っていなかったため、他者から借りて初献の役を務めた。
永禄12年（1569年）8月19日付けで朝山日乗が織田氏等の動向など報じる書状の宛名の一人に就宣が含まれている。
元亀3年（1572年）12月1日に定められた毛利氏掟に対し、就宣は12月3日に署名して掟を遵奉することを誓約した重臣・奉行たちの中で最初に「桂左衛門大夫」と署名した。なお、就宣に続いて粟屋元通、国司元武、児玉就方、平佐就之、児玉元良、粟屋就秀、粟屋元種、粟屋元勝、粟屋元真、国司元相、赤川元秀が同日に署名している。
天正3年（1575年）1月1日の備中国吉城（手要害）攻めでは毛利輝元の軍に属し、就宣の家臣である山瀬新五郎が首級1つを得る武功を挙げている。
天正7年（1579年）2月10日、就宣を筆頭として粟屋元真、粟屋元勝、児玉元良、粟屋元信、粟屋元秀、国司元武と共に、下夫荷定として、古銭20貫目を持つことと具足・甲・弓・鉄砲を持たないことの2ヶ条を定めた条目を制定する。
同年12月25日、毛利輝元、吉川元春、小早川隆景ら毛利軍が宇喜多勢が守る備中忍山城を攻め落とし、輝元は就宣と岡元辰に忍山城を守備するように命じた。
天正8年（1580年）2月2日に毛利軍が美作国へ進攻し、2月9日から2月12日にかけて宇喜多方の小寺畑城を攻め落とした。輝元は備中忍山城の守将を就宣から馬屋原信春に交替させ、就宣は新たに小寺畑城の城将となった。
天正10年（1582年）5月13日、備中宮路山城を守る乃美景興が羽柴秀吉の包囲に力尽き開城すると、就宣と岡元辰は再び備中忍山城に入城し、宮路山城の陥落を輝元に報告。報告を受けた輝元は就宣らに書状を送り、宮路山城の事は是非に及ばぬが、就宣らがいよいよ無二の覚悟であるから安堵の至りである、と伝えている。
天正15年（1587年）1月2日、小方元信や佐々部元茂と共に、九州に下向する豊臣秀吉のための宿所を備後国沼隈郡赤坂に設けることを毛利輝元に命じられる。この時輝元は、100貫の地に対して人夫10人を出させること、番匠・鍛冶その他の諸細工人は領内にあり次第召し使うべきこと、竹木は寺社または土居の周りにあるもの用いるべきこと、縄・葛・畳・糸・薦・馬の糠藁は郡役とするべきこと等を法度として定めると共に、この法度に対して各地の諸領主が不服を申し出て準備の進行を妨げる者がいれば、届け出ることなく領地を押さえ置いて所用に用い、もし地下人で背く者がいれば掟の旨に任せて磔にしてでも固く申し付けるべきと命じている。
天正20年（1592年）2月17日、秀吉が3月1日に肥前国名護屋城へ向けて出発する予定であり、それまでに駿馬50匹を毛利氏領国内の秀吉の宿所に集めておくように命じられた毛利輝元は、翌2月18日に就宣、佐々部元茂、小方元信に対して秀吉の下向が3月1日に決定したことを報じると共に、最初の村賦の内で難渋の者があっても固く申し付け、秀吉の宿所の準備を急ぎ進めるように命じた。
文禄2年（1593年）2月14日に死去。嫡男の桂元綱が後を継いだ。